# Dascylos fils de Lycos
Pour les articles homonymes, voir Dascylos.
Dans la mythologie grecque, Dascylos (en grec ancien Δάσκυλος / Dáskulos) est le fils de Lycos (roi des Mariandynes). Lors du séjour des Argonautes chez Lycos, celui-ci leur donne son fils afin de les accompagner.

## Source
- Apollonios de Rhodes, Argonautiques [détail des éditions] [lire en ligne], II, 802-805 et IV, 298.